# 中子截面
中子截面（英語：Neutron cross-section）常用於核物理學與粒子物理學中，表示入射中子與靶核交互作用的一種帶有機率意義的常數。單位以barn表示，等於10−24cm2。中子截面與中子通量、核反應速率計算有關，例如：計算一座核電廠的功率。

## 決定中子截面的參數
中子截面與下列幾個參數有關：
- 靶材核種
- 交互作用方式
- 入射中子能量或強度
- 靶材溫度

### 核種
核種與中子截面有關，例如：1H與同位素2H的中子吸收截面並不一樣，後者較小。這就是為何重水作為中子減速劑的效果較輕水佳，前者吸收中子較後者少，因而使用天然鈾即可達到臨界，減少使用濃縮鈾的成本。

### 交互作用方式
若我們只考慮總反應截面σT，則與個別作用方式無關。然而，σT可由不同交互作用方式的反應截面加總得到：
{\displaystyle \sigma _{T}=\sigma _{S}+\sigma _{A}}
σS是總中子散射截面，σA是總中子吸收截面。

#### 中子吸收
核子吸收中子後，會成為其核種的同位素。以U-235為例，其吸收中子成為U-236*（星號代表能量較高）。
不穩定的原子核會透過不同的方式將能量釋放出來：
- 釋出一個中子（與散射情況類似）。

{\displaystyle _{Z}^{A}N+n\rightarrow ~_{Z}^{A}N'+n'}
- 放出γ射線（不會改變質子數）。
- β-衰變。使中子變換成質子、電子和反電子微中子（會改變質子數）。以此作為主要釋放能量方法的核種：232Th。

{\displaystyle n\rightarrow p+e^{-}+{\bar {\nu _{e}}}.}
- 約81%的U-236*能量較高，會直接產生核分裂，其能量會以分裂產物的動能形式表現出來，並釋放出5個自由中子。以此作為主要釋放能量方法的核種：233U、235U、237U、239Pu、241Pu。

#### 中子散射
散射可分為相干散射和非相干散射。因為中子極為靠近原子核時會產生核力作用，且不同的同位素有不同的截面變化。一個明顯的例證是1H和2H，前者的總截面是後者的10倍，這是因為氫的非相干散射長度較大所造成的。鋁和鋯也有類似的情況。

### 入射中子能量

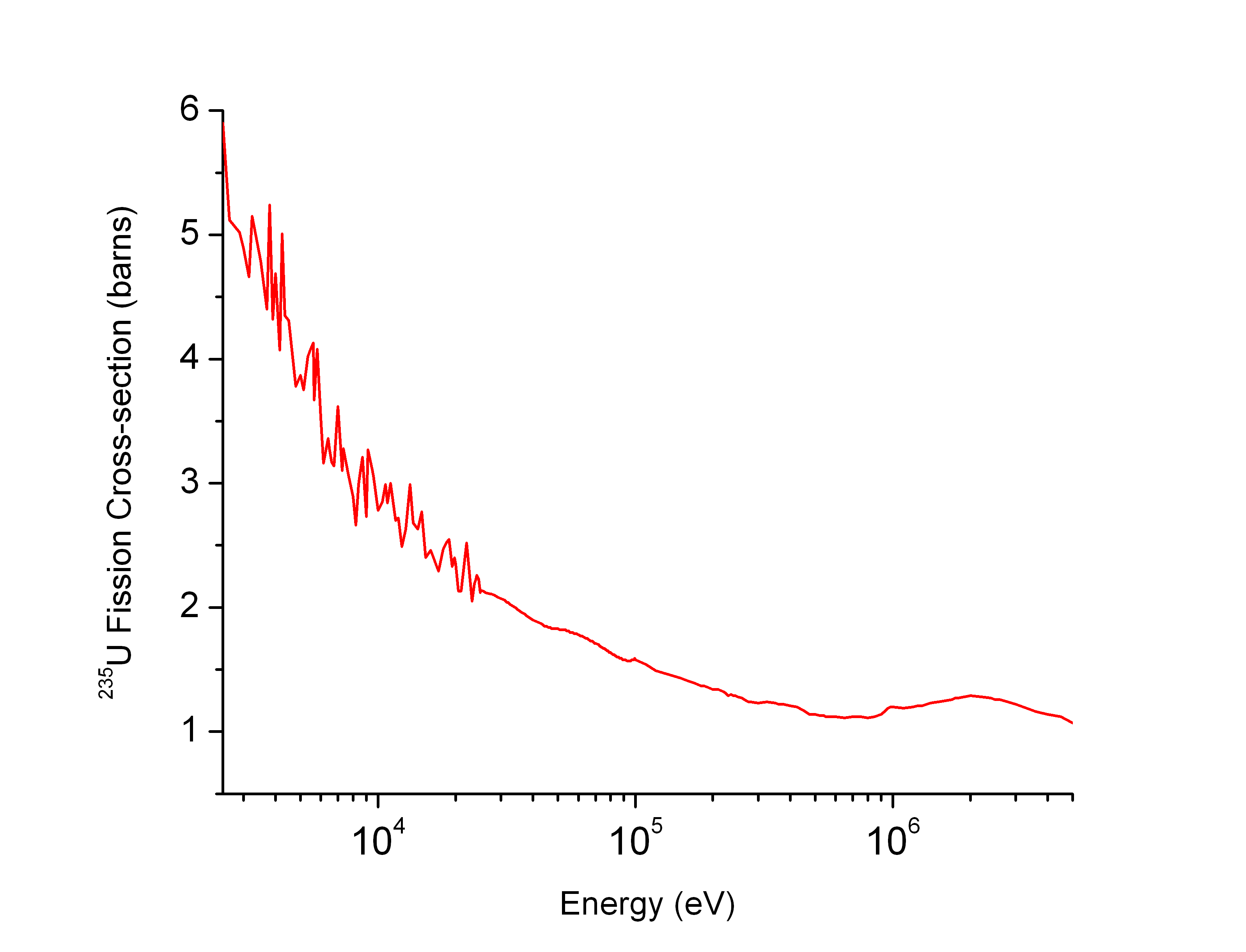
U-235核分裂中子截面隨能量變化圖

當確定了反應方式與核種後，中子截面大小明顯地會與入射中子速率有關。在極端情況下，若入射中子速率過低，無法使核子超過閾能，則無法啟動核反應。因此，中子截面的數值取決於特定能量或某個能量區間內。
舉例來說，右方的U-235核分裂中子截面隨能量變化圖中，隨著能量增高，反應截面下降。所以在核反應爐中，我們會使用中子減速劑來降低中子能量，便於促使核分裂連鎖反應發生。
一個簡單估計能量與中子截面關係的模型——拉姆紹爾模型。是以中子熱德布羅意波長作為核反應的有效體積大小：
{\displaystyle \lambda (E)={\frac {\hbar }{\sqrt {2mE}}}}
{\displaystyle \lambda }為中子有效半徑，{\displaystyle \sigma }為圓形截面面積，{\displaystyle R}為原子核半徑，它們有以下關係：
{\displaystyle \sigma (E)\propto \pi (R+\lambda (E))^{2}}
若中子有效半徑遠大於原子核半徑（1–10fm，E = 10–1000keV），則原子核半徑{\displaystyle R}可忽略。對低能量中子來說（如熱中子），{\displaystyle \sigma (E)}與中子能量成反比關係，這可用來解釋在核反應器內中子減速劑的使用。另一方面，高能中子（1MeV以上）的{\displaystyle \lambda }可忽略，中子截面約為常數，只與原子核有關。
然而，這個模型無法解釋中子共振區（1eV–10keV）和一些核反應的閾能大小的影響。

### 靶材溫度
目前中子截面的數據大多是20°C的測量值，為了計算中子截面隨靶材溫度的變化，可利用下列公式：:
{\displaystyle \sigma =\sigma _{0}\,\left({\frac {T_{0}}{T}}\right)^{\frac {1}{2}}}
σ是在溫度T下的中子截面，σ0則是在溫度T0下的中子截面，溫度單位為K。

## 與反應速率的關係

反應速率與截面的關係

讓我們想像一個靜置不動的球形靶（右圖黑色圓形），和一群以速率v向右移動的入射粒子（右圖藍色圓形）。假設一個入射粒子在dt單位時間和σ單位截面內，以速率v移動所形成的體積（右圖黑色圓柱）：
{\displaystyle V=\sigma \,v\,dt}
若有每單位體積有n個粒子使靶材以r的反應速率進行反應：
{\displaystyle r\,dt=n\,V=n\,\sigma \,v\,dt}
代入中子通量Φ = n v：
{\displaystyle r=\sigma \,\Phi }
若每單位體積有N個靶材粒子以每單位體積R的反應速率進行反應：
{\displaystyle R=N\,r=N\,\Phi \,\sigma }
一個典型原子核半徑r約為10−12公分，其截面π r2約為10−24平方公分（這也是使用靶恩作為單位的原因），但是不同的截面有較大的數量級變化。例如，慢中子的（n,γ）反應截面約等於1,000 b，但伽瑪射線的反應吸收截面就只有0.001 b。

## 連續與平均截面
但是一群粒子通常具有不同的入射速率，所對應的反應速率R可由積分式得出：
{\displaystyle R=\int _{E}N\,\Phi (E)\,\sigma (E)\,dE}
σ(E)是隨能量變化的連續截面，Φ(E)是隨能量變化的粒子通量，N是靶材原子密度。
平均截面定義為：
{\displaystyle \sigma ={\frac {\int _{E}\Phi (E)\,\sigma (E)\,dE}{\int _{E}\Phi (E)\,dE}}={\frac {\int _{E}\Phi (E)\,\sigma (E)\,dE}{\Phi }}}
Φ= {\displaystyle \int }Φ(E) dE是整個能量範圍的粒子通量積分值。
利用Φ和σ可得出：
{\displaystyle R=N\,\Phi \,\sigma }

## 巨觀與微觀截面
從上可知，前面的截面都是指微觀截面σ。然而，我們可以定義巨觀截面Σ：
{\displaystyle \Sigma =N\,\sigma }
N是原子密度，單位cm−3。
因此，微觀截面的單位是cm2，巨觀截面單位是cm−1。所以反應速率R可表示成：
{\displaystyle R=\Sigma \,\Phi }

## 平均自由徑
平均自由徑λ是任一入射粒子在兩次與靶核交互作用之間所能移動的平均距離。L是在單位時間dt、單位體積dV內所有未碰撞粒子移動的總距離，可用個別粒子所走距離l與總粒子數N的乘積表示：
{\displaystyle L=l\,N}
l與N又可以用粒子速率v和單位體積粒子數n表示：
{\displaystyle l=v\,dt}
{\displaystyle N=n\,dV}
代入上式可得：
{\displaystyle L=v\,dt\,n\,dV}
利用中子通量Φ的定義：
{\displaystyle \Phi =n\,v}
得到：
{\displaystyle L=\Phi \,dt\,dV}
在這我們引入平均自由徑λ，用未碰撞粒子移動的總距離L與發生的反應數目R來表示：
{\displaystyle \lambda ={\frac {L}{R}}={\frac {\Phi \,dt\,dV}{R}}}
且：
{\displaystyle R=\Phi \,\Sigma \,dt\,dV}
導出：
{\displaystyle \lambda ={\frac {1}{\Sigma }}}
在此，λ是微觀平均自由徑，Σ是巨觀平均自由徑。

## 常見中子截面數據
下表是常見的中子截面數據：
|                    |              | 熱中子截面（barn） | 熱中子截面（barn） | 熱中子截面（barn） | 快中子截面（barn） | 快中子截面（barn） | 快中子截面（barn） |
| 散射               | 吸收（捕獲） | 核分裂             | 散射               | 吸收（捕獲）       | 核分裂             |                    |                    |
| 減速劑             | H-1          | 2E+1               | 2E-1               | -                  | 4E+0               | 4E-5               | -                  |
| 減速劑             | H-2          | 4E+0               | 3E-4               | -                  | 3E+0               | 7E-6               | -                  |
| 減速劑             | C（自然）    | 5E+0               | 2E-3               | -                  | 2E+0               | 1E-5               | -                  |
| 結構材料與其他物質 | Zr-90        | 5E+0               | 6E-3               | -                  | 5E+0               | 6E-3               | -                  |
| 結構材料與其他物質 | Fe-56        | 1E+1               | 2E+0               | -                  | 2E+1               | 3E-3               | -                  |
| 結構材料與其他物質 | Cr-52        | 3E+0               | 5E-1               | -                  | 3E+0               | 2E-3               | -                  |
| 結構材料與其他物質 | Ni-58        | 2E+1               | 3E+0               | -                  | 3E+0               | 8E-3               | -                  |
| 結構材料與其他物質 | O-16         | 4E+0               | 1E-4               | -                  | 3E+0               | 3E-8               | -                  |
| 吸收劑             | B-10         | 2E+0               | 2E+3               | -                  | 2E+0               | 4E-1               | -                  |
| 吸收劑             | Cd-113       | 1E+2               | 3E+4               | -                  | 4E+0               | 5E-2               | -                  |
| 吸收劑             | Xe-135       | 4E+5               | 2E+6               | -                  | 5E+0               | 8E-4               | -                  |
| 吸收劑             | In-115       | 2E+0               | 1E+2               | -                  | 4E+0               | 2E-1               | -                  |
| 核燃料             | U-235        | 1E+1               | 6E+1               | 3E+2               | 4E+0               | 9E-2               | 1E+0               |
| 核燃料             | U-238        | 9E+0               | 2E+0               | 2E-5               | 5E+0               | 7E-2               | 3E-1               |
| 核燃料             | Pu-239       | 8E+0               | 4E-2               | 7E-2               | 5E+0               | 5E-2               | 2E+0               |

## 外部連結
- Neutron scattering lengths and cross-sections （页面存档备份，存于）
- Periodic Table of Elements: Sorted by Cross Section (Thermal Neutron Capture)